# Língua istrorromena
A língua istrorromena (rumârește) é um idioma românico oriental, falado em algumas aldeias na península da Ístria na Croácia bem como nas diásporas, principalmente na Itália, Suécia, Alemanha, América do Norte e do Sul e Austrália.
Embora seus falantes se autodenominem Rumeri, Rumeni, eles também são conhecidos como Vlachs, Rumunski, Ćići e Ćiribiri. O último, usado por croatas étnicos, originou-se como um apelido depreciativo para o idioma, e não aos seus falantes.
Devido ao fato de que seus falantes são estimados em menos de 500, ele está listado entre as línguas que estão "seriamente ameaçadas" no Livro Vermelho das Línguas Ameaçadas da UNESCO.
Também é considerado por alguns estudiosos romenos como um dialeto ramificado idiossincrático da língua romena.

## História
Tem havido muitos desafios significativos enfrentados pelos Istro-romenos na preservação de sua língua, cultura e identidade étnica, incluindo a emigração por causa do comunismo e a migração para cidades e vilas vizinhas após Segunda Guerra Mundial, quando um tratado de paz de 10 de fevereiro de 1947, transferiu a Ístria da Itália (que a detinha desde a Primeira Guerra Mundial) e concedeu-a à Iugoslávia, o país pai das atuais Croácia e Eslovênia, que dividiram a Ístria entre si, enquanto a Itália ainda retinha uma pequena parte perto de Trieste.
Antes do século XX, o istrorromeno era falado em uma parte substancialmente mais ampla do nordeste da Ístria, em torno da cordilheira Ćicceria (antigo Mons Carusadius).

## Falantes
Os istrorromenos agora compreendem dois grupos: os  Ćići  em torno de Žejane (denotando as pessoas no lado norte do Monte Učka) e os  Vlahi  em torno de Šušnjevica (denotando as pessoas no sul lado do Monte Učka (Monte Maggiore). No entanto, além de emprestar outras línguas que variam de aldeia para aldeia, sua língua é linguisticamente idêntica.
Existem também várias centenas de falantes nativos que vivem nos Estados Unidos - não apenas no Queens, em Nova Iorque (como alguns acreditam erroneamente), mas ao longo dos cinco distritos da cidade de Nova York, bem como no interior do estado de Nova York e nos estados vizinhos de Nova Jersey e Connecticut; ainda há falantes nativos na Califórnia. Existem outros grupos de falantes nativos na Itália, Canadá, Argentina, Bolívia, Chile, Peru, Venezuela, Suécia e Austrália.
O número de falantes de istrorromeno foi reduzido por sua assimilação em outros grupos linguísticos que já estavam presentes ou foram introduzidos por seus respectivos novos governantes da Ístria: no censo de 1921 da Itália, havia 1.644 declarados istro falantes de romeno na área, enquanto em 1926 na Romênia um estudioso Sextil Pușcariu estimou seu número em cerca de 3.000. Estudos conduzidos na Ístria em 1998 (?) pelo linguista croata August Kovačec revelaram apenas 170 falantes ativos (mas os contados presumivelmente são apenas aqueles que ainda estão em aldeias onde a língua é falada ativamente, excluindo assim aqueles que se mudaram para cidades maiores na Ístria), sendo a maioria bilíngue (ou trilíngue), exceto 27 crianças.
Por outro lado, a principal aldeia do norte Žejane e as aldeias próximas na fronteira com a Eslovênia são menos italianizadas e mais eslavas. Muitas aldeias na área têm nomes de origem romena, como Jeian, Buzet  ("lábios"), Katun  ("aldeia"), Letaj, Sucodru '("sob uma floresta"), Costirceanu (um nome língua romena). Alguns desses nomes são oficiais (reconhecidos pela Croácia como seus únicos nomes), enquanto outros são usados apenas por falantes de istro-romeno.

## Origem
Algumas patavras emprestadas sugerem que antes de vir para a Ístria, os istro-romenos viveram por um período de tempo na costa da Dalmácia perto dos Alpes Dináricos.
August Kovačec (1998) levanta a hipótese de que os istrorromenos migraram para sua região atual cerca de 600 anos atrás do território da atual Romênia, depois que a peste bubônica despovoou a Ístria. Esta hipótese é baseada nas crônicas dos príncipes da família Frankopan que afirmam que no século XV eles aceitaram a migração de Vlachs do continente próximo e da parte norte da ilha Krk (Veglia), e os estabeleceram em aldeias isoladas em Poljica (Krk) e Dubašnica, e no porto de Malinska. O termo "Vlach", no entanto, refere-se a todos os falantes da língua românica oriental e não pode ser associado exclusivamente aos istrorromenos. Na verdade, grupos de falantes da língua romena persistiram em Malinska até meados do século XIX e gradualmentese  assimilaram e sua língua desapareceu com o último falante, Mate Bajčić-Gašparović. Hoje, poucos topônimos de língua românica permanecem em Malinska.

## Léxico
Embora seja uma língua românica, o istrorromeno recebeu grande influência de outras línguas. De acordo com uma análise de 2005, 50% das palavras em istrorromeno vêm da língua servo-croata, 16% vêm do  esloveno, 3% vêm de eslovaco, 4,7 % vêm do italiano/veneziano, 3,5% vêm de eslavo eclesiástico e apenas 25% vêm do latim.

## Amostra de texto
Pai Nosso
Čåče nostru, carle ști ân čer,
neca se spunę voli̯a a Tę,
cum ân čer, așa și pre pemint.
Pâra nostrę såca zi dę nam åstez.
Odprostę nam dužan,
ca și noi̯ odprostim a lu noștri dužnič.
Neca nu ne Tu vezi ân napastovańe,
neca ne zbaveșt de zvaca slabę.
Amen
Em Romeno
Tatăl nostru care ești în ceruri,
facă-se voia Ta,
precum în cer, așa și pe pământ.
Pâinea noastră cea de toate zilele dă-ne-o nouă astăzi.
Și ne iartă nouă păcatele noastre,
precum și noi iertăm greșiților noștri.
Și nu ne duce pe noi în ispită,
ci ne izbăvește de cel rău.
Amin.